# Langerei
De Langerei is een rei of waterweg en een straat in het centrum van Brugge. De rei loopt voort uit de Spiegelrei, begint aan de Carmersbrug en eindigt aan de Dampoort. De gelijknamige straat, gelegen op de westelijke oever, loopt van de Gouden-Handbrug naar de Wulpenstraat. De straat aan de andere kant van het water is de Potterierei.
De waterloop en de straat hebben een licht kronkelend traject, min of meer volgens de bedding van de oorspronkelijke rivier de Reie. Ter hoogte van de huidige 's-Gravenstraat werd de Reie in de late 12de eeuw naar het oosten afgebogen om aldus aan te sluiten bij de scheepvaartverbinding die leidde naar het toen pas gestichte Damme. De Langerei wordt overspannen door de Snaggaardbrug, de Duinenbrug en de Leonardsstuwbrug.
De Reie is er afgeboord met kaaimuren uit baksteen, met bovenop arduinen dekplaten of een ijzeren borstwering. De gebouwen, van overwegend twee of drie bouwlagen, hebben er handels- en woonfuncties, en dateren uit de 15e tot 20e eeuw.
Oorspronkelijk werd voor de plaats de naam Roye gebruikt. Vanaf de 13de eeuw vindt men de naam Houtbrekersdam terug, die refereert aan de scheepsbouwactiviteiten. Voor het gebied ten westen vindt men tot de 16de eeuw ook nog de toponiemen Koetelwic of Ketelwic, of kortweg het Wijk, terug, die in die omgeving zou te situeren zijn. Ze wijzen op een aanlegplaats en nederzetting die er al vanaf de 11de eeuw, en mogelijk reeds vroeger, bestonden. Vanaf het laatste kwart van de 16de eeuw wordt de naam Langerei gebruikt voor het lange stuk op de westelijke oever van de rei.
Van in de Romeinse Tijd tot in de 15de eeuw was de waterloop de belangrijkste maritieme verkeersader van Brugge. Via het latere (en ondertussen verdwenen) Dampoortcomplex was er een verbinding met de zee. Het Wijk kende veel handelsactiviteiten tot het einde van de 12de eeuw; daarna verhuisde het zwaartepunt naar de Kraanrei en Spiegelrei.
Tussen 1623 en 1855 was de Langerei nog van belang als onderdeel van het kanaal tussen Oostende, Brugge en Gent. Daarna nam de Ringvaart deze rol over. Nog tot in de jaren 20 van de 20e eeuw legden binnenschepen er aan.
In de jaren 1972-1974 werden de draaibruggen vervangen door vaste stenen bruggen: de Carmersbrug, de Snaggaardsbrug en de Duinenbrug.

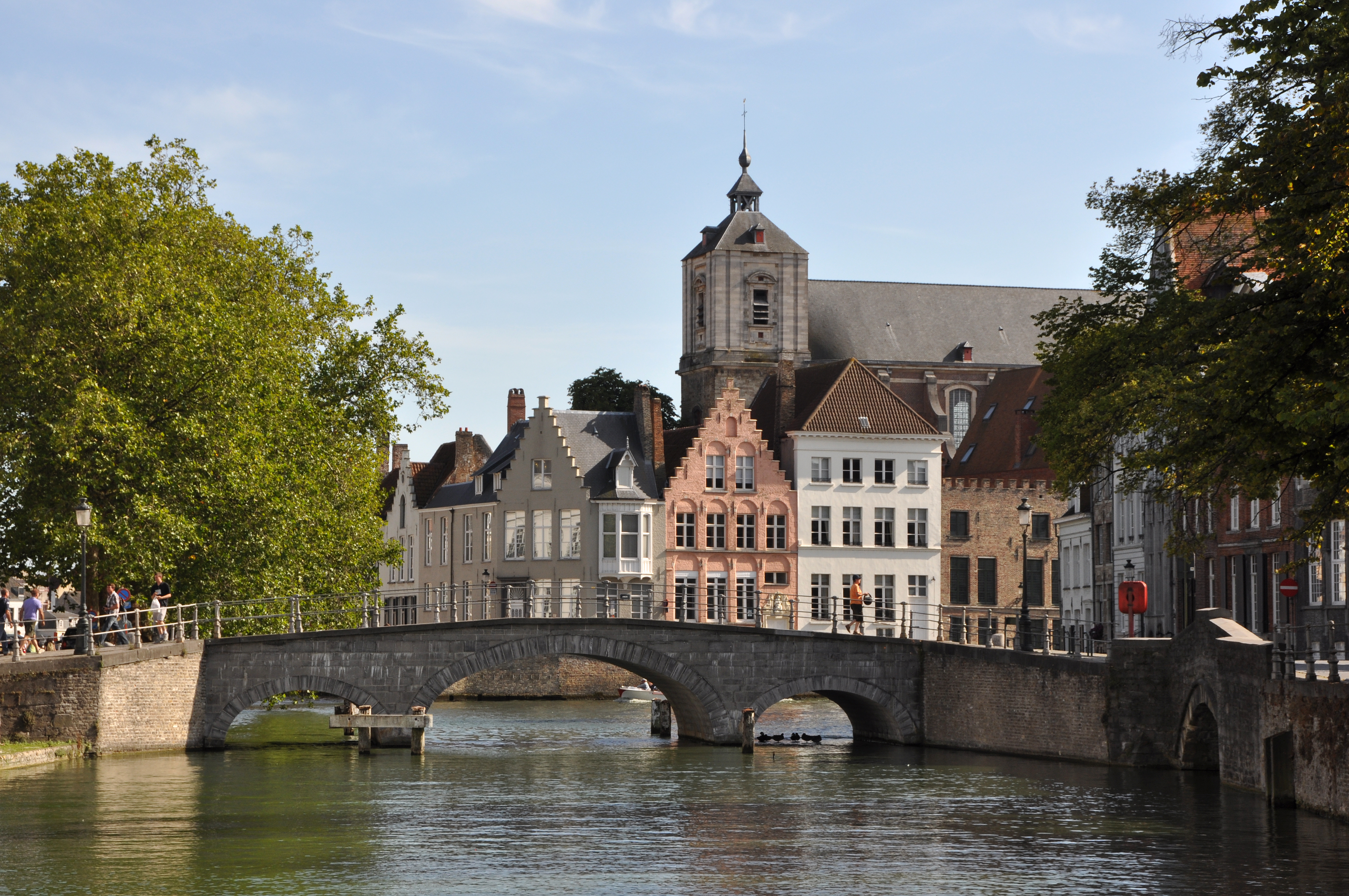
Het begin van de Langerei. Centraal de Carmersbrug, met daarachter de samenvloeiing van de Spiegelrei en de Sint-Annarei. Rechts de Gouden-Handbrug. Op de achtergrond de toren van de Sint-Walburgakerk.
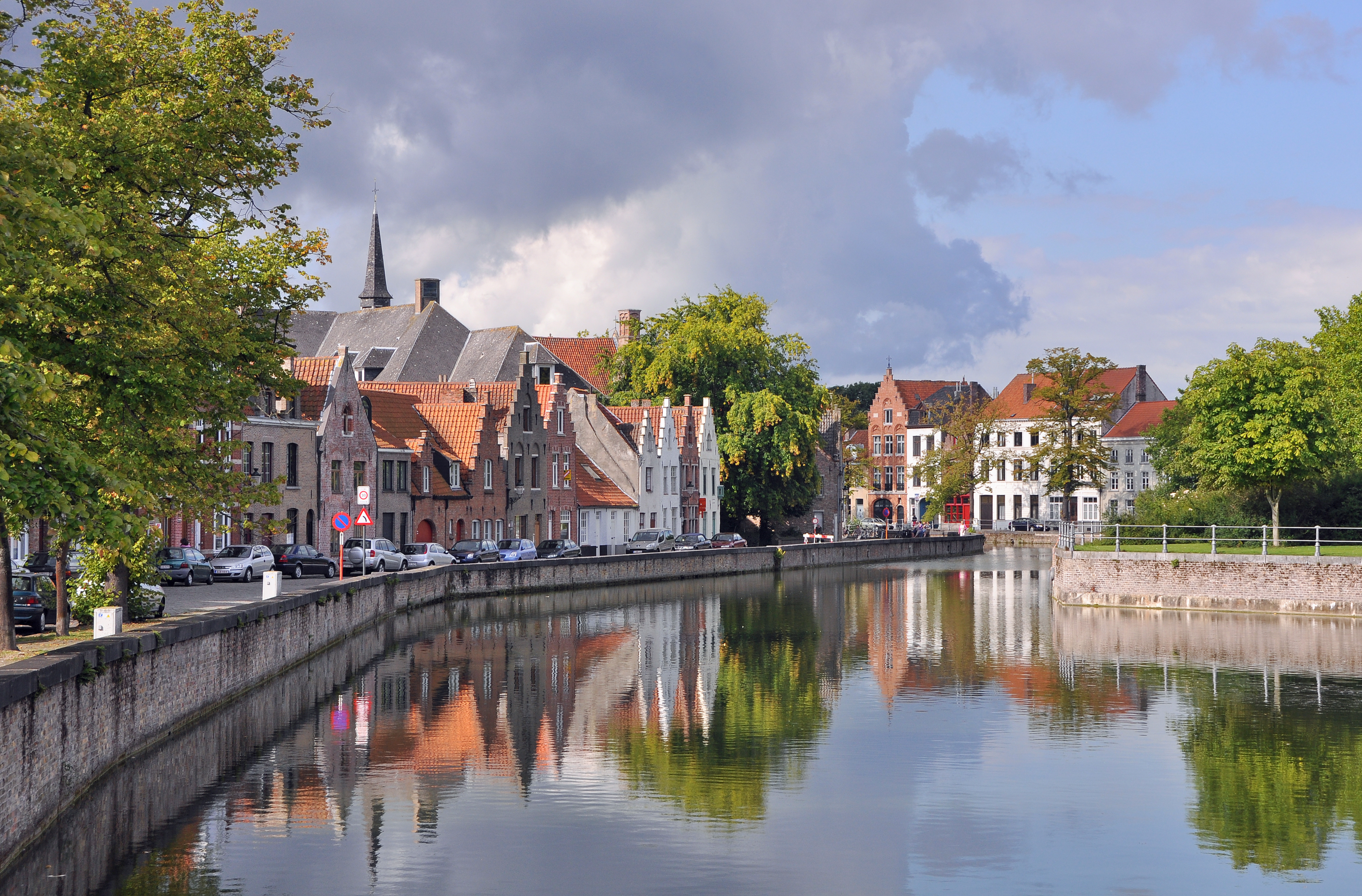
De Langerei, gezien vanaf de Dampoort in de richting van de binnenstad. De straat links is de Potterierei.
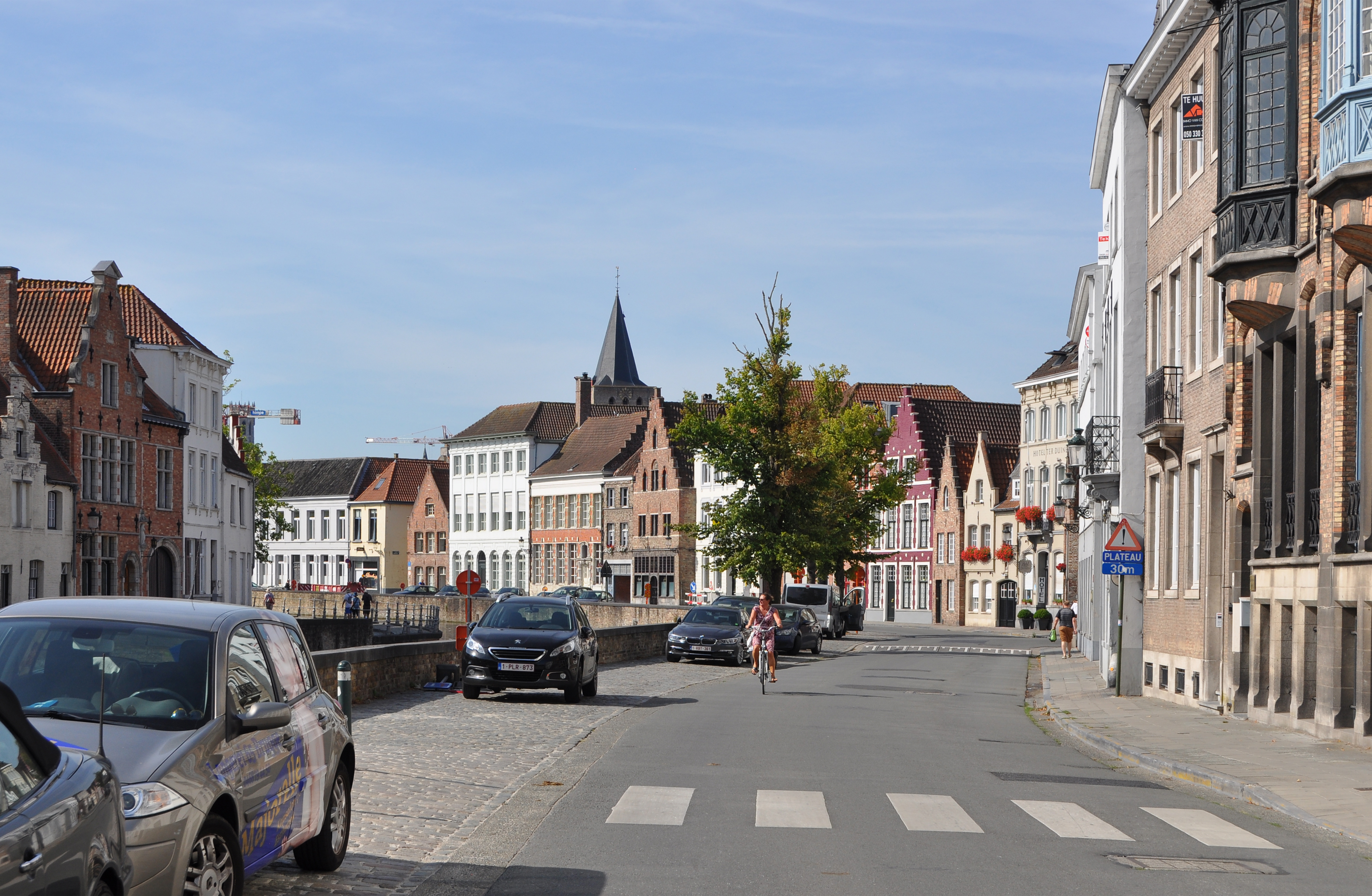
De Langerei (straat).
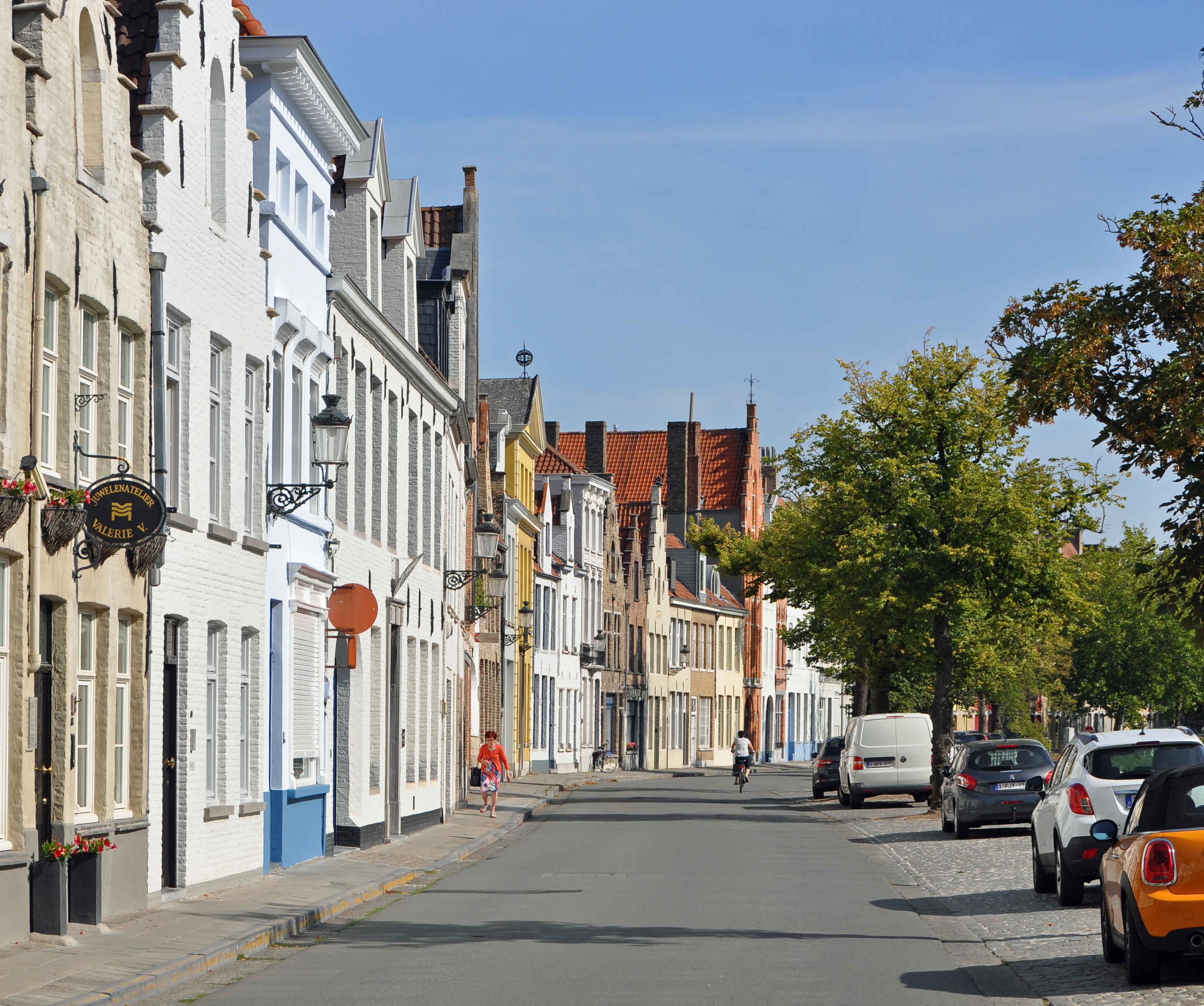
De Langerei (straat).
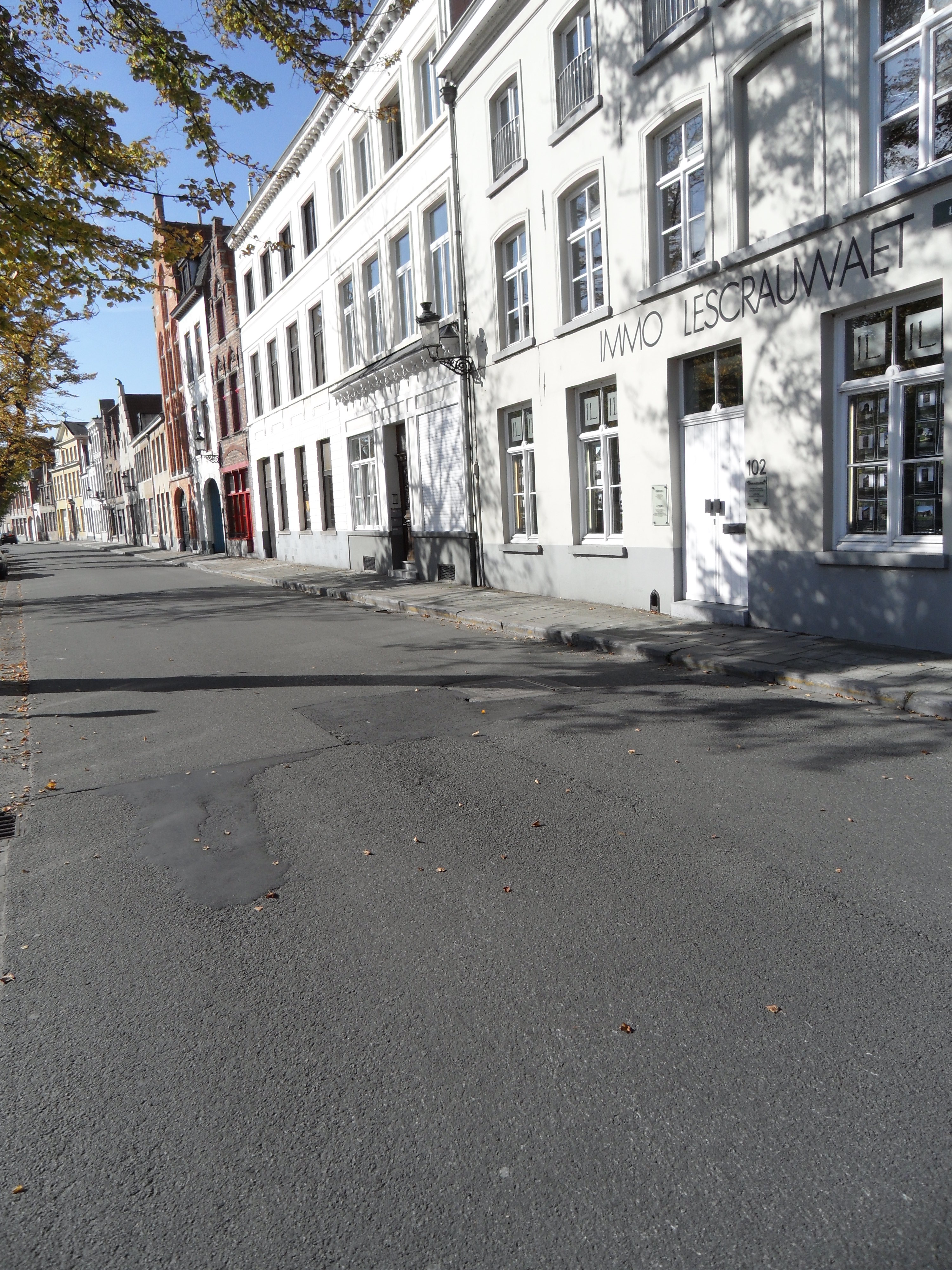
De Langerei (straat) gezien van de Wulpenstraat.

## Bekende bewoners
- Michel D'Hooghe
- Jeroom Noterdaeme